# Gordon (Nebraska)
Gordon je grad u američkoj saveznoj državi Nebraska. Prema popisu stanovništva iz 2010. u njemu je živjelo 1,612 stanovnika.